# Осетинская музыка
Осетинская музыка включает народную, популярную и классическую музыку осетин. Народная осетинская музыка развивалась как искусство устной традиции, представленное песнями, эпическими сказаниями, а также инструментальными наигрышами. Древнейшие виды музыкального фольклора сложились в пору общинно-родового строя, многие из них сохранились до наших дней (в том числе песни о мифологических божествах, отображающие языческие верования).
Осетинская народная музыка, представленная песнями, эпическими сказаниями, а также инструментальными наигрышами, развивалась как искусство устной традиции. В осетинской народной песне бытуют жанры: историко-героические, трудовые, застольные, лирические, шуточные, колыбельные, обрядовые. В свою очередь, обрядовые делятся на свадебные, охотничьи, причитания, врачевальные и др. Как правило, песни исполняются мужским хором: солист-запевала ведёт основную мелодию, остальные подпевают ему. Часто ведущих певцов два, и они чередуются между собой. В отличие от мужских хоровых многоголосных (двухголосных, трёхголосных), большая часть женских песен исполняется одноголосно и редко двухголосно. Главную роль принадлежит первому голосу, ведущему основную мелодическую линию.
В своей основе осетинская музыка диатонична, однако ладовая организация многих песен сложна в силу того, что на протяжении песенной строфы происходит неоднократная смена ладовых устоев. Встречается ладовая переменность с общей тоникой, а также песни, построенные в двух ладах. Диапазон мелодии простирается от чистой кварты до ундецимы. Характерная особенность мелодии — преобладание нисходящего движения напева, с кульминацией в начале напева или в начале отдельных его построений. В историко-героических и некоторых обрядовых песнях мелодическая линия более развита и характерна плавностью движения. В отличие от большинства трудовых, застольных, шуточных, колыбельных, лирических песен, она основана на непрерывном варьировании интонации.
Осетинские песни разнообразны в метрическом отношении. Наряду с двухдольным и трёхдольным, используются пятидольные, семидольные и т. д., а также переменные размеры с изменчивой группировкой. Широко распространены синкопы и триоли.

## Инструментальная музыка
Инструментальная музыка представлена преимущественно танцевальными наигрышами: симд — массовый танец, хонга-кафт — плавный парный танец, датагуй-кафт — парный танец с приседаниями, гогызы кафт — шутливый парный танец, тымбыл-кафт, зилга кафт — круговые танцы, рог кафт, ерысы кафт — мужские характерные. Они носят название танца, который сопровождают, иногда с добавлением названия местности, где был создан танец. Инструментальные наигрыши отличаются стабильностью метрики (2/4, 6/8), частым использованием синкоп и триолей, чёткостью композиционной структуры. Ритмическая вариантность повторов, секвенционность — основные принципы мелодического развития осетинской народной музыки. Мелодии разных районов и сельских поселений отличались друг от друга. Так например, в мелодиях Ирафского и Дигорского районов преобладают кабардинские мотивы. На восточных окраинах Осетии, в селениях Раздзог, Цалык, Батако присутствуют вайнахские мотивы, в Южной Осетии в мотивах часто преобладают грузинские: картлийские, и рачинские тональности ступенчевый строй.

## Собирание и изучение
Собирание и запись осетинского музыкального фольклора начаты в конце XIX в. С. И. Танеевым, М. М. Ипполитовым-Ивановым, Д. И. Аракишвили. В конце 20-х—30-х гг. эту работу продолжили П. Б. Мамулов, В. И. Долидзе, Б. А. Галаев, А. Н. Аликов, А. С. Тотиев, позднее — Е. А. Колесников, Т. Я. Кокойти, Д. С. Хаханов, Л. И. Кулиев, К. Г. Цхурбаева и др.
В 1948 году был опубликован сборник «Осетинский музыкальный фольклор», а в 1948 «Осетинские народные песни», собранные Галаевым.

## Музыкальные инструменты
Струнно-щипковые:
- Дыуадастанон (осет. дыууадæстæнон фæндыр[осет.]) — двенадцатиструнная арфа;
- Дала-фандыр (осет. дала фæндыр) — двух- или трёхструнный щипковый инструмент;

Струнно-смычковые:
- Кисын-фандыр (осет. хъисын фæндыр[осет.]) — двух или трёхструнная скрипка,
- Кырнаг-фандыр (осет. хъырнæг фæндыр[осет.]) — двухдековый инструмент, род виолончели;

Духовые:
- Уадындз (осет. уадындз) — свирель,
- Казын-уадындз (осет. хъæзын уадындз) — камышовая флейта,
- Лалым-уадындз (осет. лалым уадындз) — волынка,
- Удавдз (осет. удæвдз) — тростевой,
- Фидиуаг (осет. фидиуæг) — инструмент из бычьего рога;

Ударные:
- Карцганаг (осет. къæрцгæнæг) — трещотки,
- Гумсаг (осет. гуымсæг) — барабан,
- Дала (осет. дала) — бубен;

Пневматические:
- Иро́н-кандза́л-фанды́р (осет. ирон хъандзал фæндыр) — диатоническая ручная гармоника, получившая в Осетии широкую популярность с середины XIX века.

В более поздний период были заимствованы балалайка и скрипка.
Народные инструменты распространены как в традиционных формах, так и в реконструированных. Все они используются в сольной, ансамблевой и оркестровой исполнительской практике.

## Исполнители
Музыкальная жизнь дореволюционной Осетии была связана с самодеятельным искусством, представители которого постоянно выступали на народных празднествах. Популярностью пользовались народные сказители, певцы и инструменталисты. Среди них — Бибо Дзугутов, Иналдыко Каллагов, Дабег Гатуев, Заурбек Туаев, Хасако Дзампаев, Гаха Сланов, Кайсын Мерденов, Батчери Каргиев, Вано Гуриев, Илар Хугаев. Известные современные народные сказители — Арсамаг Цопанов, Темболат Мисиков, Знаур Бидеев, Дрис Таутиев, группа Кударион; певцы — Грис Плиев, Е. Дзедзаев, Е. Гульчеев, Дмитрий Касабиев, Э. Кокоев, Н. А. Тогузова; гармонисты — Венера Дзеранова, Ирина Мистулова, Сима Ревазова, Булат Газданов и др.

## Становление профессиональной музыки
После революции 1917 года зарождается профессиональное музыкальное искусство. В г. Орджоникидзе в 1924—26 работала Горская народная консерватория, в 1932 году при радиокомитете был создан оркестр народных инструментов, преобразованный в 1944 году в симфонический оркестр. В 1958 году открыт музыкально-драматический театр, с 1972 года — музыкальный театр. Имеется государственный академический ансамбль песни и танца (1938). В 1938 году начало работать музыкальное училище, в 1947 году — музыкально-педагогическое училище, а колледж культуры открылся в 1991 году.
В 1920-е гг. появляются первые профессиональные произведения — хоровые обработки народных героических песен, сделанные П. Б. Мамуловым, оркестровые миниатюры В. И. Долидзе («Осетинская лезгинка», «Танец приглашения» — «Хонга-кафт» и др.), а также произведения А. А. Аликова, Т. Я. Кокойти и др.
В 1930-е гг. композиторы работали преимущественно в области небольших вокальных форм и инструментальных пьес. Вторая половина 30-х гг. была ознаменована значительными событиями в культурной жизни Осетии. В 1931 году В. И. Долидзе начал работать над оперой «Замира» (не окончена) на основе народных легенд «Чермен» и «Замира». В 1935 году был открыт первый национальный драматический театр. В 1938 году из числа лучших участников художественной самодеятельности создаётся коллектив Северо-Осетинского ансамбля песни и танца («Алан»), в 1939 году — Северо-Осетинское отделение Союза советских композиторов.
В 50—60-е гг. выросла творческая активность осетинских композиторов. Появилось множество произведений различных жанров, в том числе крупной формы. Впервые в истории осетинской музыки созданы музыкальные комедии и оперы. В творчестве Д. С. Хаханова ведущее место занимают инструменты (скрипичный концерт, концерт для национальной гармоники с симфоническим оркестром, две симфонии), а также балетная музыка — первый осетинский балет по мотивам национальных легенд — «Ацамаз и Агунда» и балет «Хетаг», первая осетинская оперетта «Хандзериффа», музыка к спектаклям. Т. Я. Кокойти — автор первой осетинской симфонии, фортепьянной фантазии «Азау» и др., А. Я. Кокойти — автор симфонических танцев (в том числе «Симды фаз»), рапсодии для скрипки с оркестром, камерных произведений и хоровых. В творчестве X. С. Плиева главное место заняли массовые и эстрадные песни и особенно музыкальная комедия; он автор оперетт «Весенняя песня», «Три друга», «Жених сбежал», оперы «Коста». Разносторонне творчество И. Г. Габараева — симфоническая поэма к 250-летию Ленинграда, симфоническая сюита «В горах Осетии», три рапсодии для оркестра, две симфонии, вокальные циклы песен на стихи поэтов Азии и Африки, на стихи Р. Гамзатова, на стихи узников концлагеря Заксенхаузена и др. И. Г. Габараев — автор опер «Азау» (по мотивам новеллы С. Гадиева) и «Оллана» (по рассказу «Святой Илья с горы Тбау» В. Я. Икскуля), вокально-симфонической поэмы «Человеку» (на стихи Ш. Муасса). Успешно работают композиторы младшего поколения — Р. К. Цорионти (опера, оратория, песни), Т. Хосроев, Е. В. Кулаев, Ф. Ш. Алборов и др. Авторами инструментальной и вокально-хоровой музыки стали Кулиев и др. Значительный вклад в осетинскую профессиональную музыку внесли русские композиторы Н. А. Карницкая, Е. А. Колесников, A. A. Поляниченко.
Большое значение для развития национальной музыкальной культуры имели Недели (1954, 1958) и Декада (1960) осетинской литературы и искусства в Москве.
В разные годы осетинский музыкальный фольклор использовали русские композиторы Н. Я. Мясковский (23-я симфония), В. К. Сорокин (оперетта «Непослушная дочь»), Б. М. Терентьев (оперетта «Камень счастья»), А. Н. Соколов-Камин (кантата на слова К. Л. Хетагурова «Поёт народ», оркестровая сюита «В горах Осетии»), К. Я. Доминчен (музыкальные пьесы для оркестра народных инструментов Северо-Осетинского радиовещания).
В числе осетинских музыковедов — З. Х. Туаева, К. Г. Цхурбаева; хоровых дирижёров — З. А. Дзуццати, А. Т. Ачеев; певцов — заслуженные артисты РСФСР Т. А. Тогоева, Е. В. Кулаев, М. С. Католиева, народные артисты Северо-Осетинской АССР Ф. С. Суанов, Д. Н. Билаонова, А. В. Хасиева, заслуженные артисты Северо-Осетинской АССР Ю. А. Бацазов, Н. В. Кокаева, В. К. Дзуцев, З. М. Калманова и др.
В Северной Осетии работают (1972):
- Музыкальный театр,
- Госфилармония (с 1938 года), * симфонический оркестр при филармонии (дирижёры И. А. Аркин в 1944—53 гг., с 1955 года заслуженный деятель искусств РСФСР П. А. Ядых),
- ансамбль песни и танца «Алан» (с 1937 года),
- Хоровое общество (с 1959 года),
- Гос.оркестр народных инструментов им. Булата Газданова (с 1940),
- Гос.оркестр народных инструментов под упр. Олега Ходова,
- Колледж искусств им. В.Гергиева,
- Колледж Культуры,
- музыкально-педагогическое училище (Владикавказ), 20 детских музыкальных школ.

В 1939 году организован Союз композиторов Северо-Осетинской АССР.
Бурный рост национальной музыкальной культуры начался после окончания Великой Отечественной войны 1941-45 и особенно в 50-60-е гг. Открылись музыкальные школы (св. 10), музыкальное училище, музыкально-педагогическое училище. В 1944 году создан Северо-Осетинский государственный симфонический оркестр; в разные годы им руководили дирижёры В. Б. Дударова, В. В. Горшков, И. А. Аркин, П. А. Ядых. Важными событиями стали преобразование драматического театра в музыкально-драматический театр (1958) и открытие в 1972 году Музыкального театра.
В 1999 году по инициативе Министерства культуры Республики Северная Осетия-Алания был создан Мужской хор Северо-Осетинской Госфилармонии.

## Песни
Осетинские песни разнообразны по содержанию и жанрам, по манере исполнения и средствам выразительности: трудовые и обрядовые (охотничьи, врачевальные, похоронные причитания, «Цоппай» — песни с пляской вокруг поражённого молнией и др.), бытовые (свадебные, колыбельные, застольные, шуточные, плясовые, детские и др.). Особо популярны песни о героях, погибших в неравной борьбе, и нартовские сказания (из национального эпоса «Нарты»). Для большинства песен (за исключением детских, колыбельных, лирич. и эпич. сказаний) характерна сольно-хоровая традиция исполнения, при которой солист или солисты поочерёдно поют осн. мелодию, тогда как остальные участники (независимо от их количества) ведут менее самостоятельную мелодию на гласных звуках. Возгласы, вставные фразы переходят из песни в песню. Партия солиста — эмоционально насыщенный, патетически взволнованный, мелодически развитый речитатив широкого звукового диапазона, отличающийся свободной метроритмич. организацией, варьируемой от строфы к строфе. Нартовские сказания и песни балладного типа (их общее название — кадаг) исполняются сказителем соло под собственный аккомпанемент на струнно-щипковом инструменте дыуадастаноне или смычковом кисын-фандыре.

## Некоторые высказывания об осетинской музыкальной культуре
«Только по одному этому танцевальному шедевру [„Симду“] можно определить высокую культуру народа, которому этот танцевальный праздник принадлежит».
Серж Лифарь, великий французский балетмейстер.
«Даже если бы осетины создали только один танец „Симд“, они были бы великой нацией».
Кайсын Кулиев, балкарский поэт, народный поэт Кабардино-Балкарии.
«…Осетинский народ – это народ, имеющий в своей природе по существу великую театральность, это музыкальный народ, пластичный народ, такой поэтичный народ, который имеет такой чудесный танец как „Симд“ – неповторимый танец в мире. Ни один полонез не сравнится с „Симдом“. Да здравствует „Симд“ – танец, который выражает рыцарство, чистоту чувств, мужество и благородство. Да здравствует такой народ, да здравствует такое искусство!»
Дмитрий Алексидзе, грузинский режиссёр, народный артист СССР.
«Какое море звуков, мелодий, юмора!: не верилось, что такие модулятивные мелодии таятся в недрах народа: не один гениальный композитор позавидует подобным танцам».
Виктор Долидзе, грузинский композитор.
«Когда нам впервые совершенно случайно пришлось послушать десятка два осетинских народных песен – трудно верилось, что такие музыкально-развитые и весьма оригинальные мелодии таятся в недрах народной гущи. Впоследствии же записав свыше двухсот осетинских песен и плясок, наличие необычайных красот в осетинской музыке превзошли наши ожидания. Не думайте, что этими 200 песнями и ограничивается актив осетинской народной песни. Умножьте цифру эту на десять, и всё же народное песенное творчество Осетии не будет исчерпано».
Из отчета В. Долидзе о его музыкальной деятельности в Северной Осетии с октября 1925 г. по август 1926 г.
«Я очень люблю осетинский народ, осетинскую культуру, искусство. Из любви к этому народу я поступил на заочное отделение Сельско-Хозяйственного Института в 1978 году, чтобы два раза в году быть среди осетин, видеть этих людей, бывать на мероприятиях».
Докку Мальцагов, чеченский хореограф, народный артист Российской Федерации.

## Выдающиеся музыкальные деятели Осетии

### Композиторы
- Аликов, Ахполат Николаевич (1877—1949) — композитор;
- Галаев, Борис Александрович (1889—1976)— композитор, заслуженный деятель искусств Грузинской ССР;
- Гаглоев, Заур Захарович (1917—1941) — композитор;
- Кокойты, Татаркан Ясонович (1908—1980) — композитор;
- Канукова, Лариса Харитоновна (р. 1959) — композитор;
- Хаханов, Дудар Соломонович (1921—1995) — композитор, скрипач, заслуженный деятель искусств РСФСР;
- Плиев, Христофор Сосланович (1922—1992)— композитор, пианист, заслуженный деятель искусств РСФСР;
- Габараев, Илья Гаврилович (1926—1993)— композитор, заслуженный деятель искусств РСФСР;
- Цорионти, Резван Каурбекович (1936—1997) — композитор;
- Алборов, Феликс Шалвович (1935—2005) — композитор;
- Карницкая — композитор;
- Газданов, Булат Гаппоевич (р. 1938) — композитор, гармонист, фольклорист, педагог, дирижер, народный артист России;
- Плиева, Жанна Васильевна (р. 1948)— композитор, пианистка, лауреат Государственной премии России
- Дзаттиаты, Анисим Антонович — композитор, хормейстер;

### Дирижёры
- Дударова, Вероника Борисовна — дирижёр, народная артистка СССР;
- Гергиев, Валерий Абисалович — дирижёр, народный артист России, Герой Труда Российской Федерации;
- Дзуццати, Зара Асагеевна — хоровой дирижёр, заслуженная артистка РСФСР;
- Кокойты, Агунда Татаркановна — хоровой дирижер, заслуженная артистка России, лауреат Государственной премии России;
- Павел Арнольдович Ядых — — советский и российский дирижёр, худ.руководитель Северо-Осетинской государственной филармонии (1959—2000). Народный артист РСФСР (1982).
- Ачеев, Аркадий Тарасович — хоровой дирижёр, Заслуженный деятель искусств Северной Осетии;
- Сохиев, Туган Таймуразович — дирижёр;
- Зангиев, Тимур Керимсултанович — дирижёр;

### Исполнители
- Гергиева, Лариса Абисаловна — пианистка, народная артистка России;
- Цаллагова, Эмилия Максимовна — оперная певица (сопрано), народная артистка России;
- Кулаев, Елкан Владимирович — оперный певец (баритон), народный артист России;
- Бацазов, Юрий Азмадиевич — оперный певец (бас), народный артист России;
- Билаонова, Долорес-Луиза Николаевна — оперная певица (сопрано), народная артистка России;
- Котолиева, Мария Сергеевна — оперная певица (меццо-сопрано), заслуженная артистка РСФСР;
- Баллаев, Владимир Давидович — актёр театра и эстрадный певец, заслуженный артист РСФСР.
- Ревазова, Серафима Гамболовна — гармонистка, домристка, педагог, заслуженная артистка России;
- Мистулова, Ирина Дзибугкаевна — гармонистка, педагог, заслуженная артистка России;
- Кабоев, Николай Александрович — пианист, заслуженный деятель искусств России

### Музыковеды
- Цхурбаева, Ксения Григорьевна — музыковед, критик, публицист, заслуженный деятель искусств России
- Туаева, Зинаида Харитоновна — музыковед, исследователь народной музыки
- Ядых, Марина Павловна — музыковед, музыкальный журналист.